# Dover (Oklahoma)
Dover és un poble dels Estats Units a l'estat d'Oklahoma. Segons el cens del 2000 tenia 367 habitants.

## Demografia
Segons el cens del 2000, Dover tenia 367 habitants, 138 habitatges, i 98 famílies. La densitat de població era de 457,1 habitants per km².
Dels 138 habitatges en un 42% hi vivien nens de menys de 18 anys, en un 53,6% hi vivien parelles casades, en un 9,4% dones solteres, i en un 28,3% no eren unitats familiars. En el 26,1% dels habitatges hi vivien persones soles el 13% de les quals corresponia a persones de 65 anys o més que vivien soles. El nombre mitjà de persones vivint en cada habitatge era de 2,66 i el nombre mitjà de persones que vivien en cada família era de 3,22.
Per edats la població es repartia de la següent manera: un 31,6% tenia menys de 18 anys, un 8,7% entre 18 i 24, un 30% entre 25 i 44, un 19,3% de 45 a 60 i un 10,4% 65 anys o més.
L'edat mediana era de 34 anys. Per cada 100 dones de 18 o més anys hi havia 94,6 homes.
La renda mediana per habitatge era de 34.219 $ i la renda mediana per família de 36.563 $. Els homes tenien una renda mediana de 24.583 $ mentre que les dones 18.636 $. La renda per capita de la població era de 17.287 $. Entorn de l'11% de les famílies i el 15,1% de la població estaven per davall del llindar de pobresa.

## Poblacions més properes
El següent diagrama mostra les poblacions més properes.